# Athanator
Athanator, banda colombiana de Thrash metal/Death metal de la ciudad de Medellín, Antioquia formado en 1989. Actualmente está integrado por Jaime Ocampo (guitarra y voz), Enrique Ramírez (bajo), Juan Fernando Escobar (guitarra) y Esteban Tobòn (batería). Una de las bandas más reconocidas de todo Colombia, con más de 25 años de trabajo musical 

## Historia
Bajo la fuerte influencia musical de bandas como Celtic Frost, Sodom, y Onslaught nació, en 1989, Athanator, en un sótano de la comuna nororiental de Medellín (Antioquia). Los fundadores, Jaime Ocampo, Guillermo Alzate y Gioseppe Restrepo, comenzaron a tocar música con el único objetivo de sentir la fuerza de una guitarra distorsionada, el ritmo de una batería casera y plasmar en sus canciones el sentir interior de un mundo oscuro, lleno de crueldad y violencia.
Ofrecieron su primer concierto en octubre de 1990 en Santa Bárbara (Antioquia) junto a Asalmatum, Holocausto, Skullcrusher, Belial, Agresión y Tinieblas, (bandas ya desaparecidas, a excepción de Holocausto). Debido a la gran aceptación de la banda entre el público realizaron una grabación casera que su primer demo: "Gritos del Ennom" , se realiza en forma muy precaria, pero aun así es aceptado por los fanáticos del metal de esa época, al punto de distribuirse sus quinientas copias editadas en solo 2 meses.
.
En 1992, Juan Fernando Escobar entraría a la banda para conformarse como una banda tradicional de metal. Con esta nueva formación, la banda graba su primer sencillo: "Engendros de muerte" del cual se distribuyeron 1000 copias en el ámbito colombiano de metal y algunos otros países. Con este trabajo la banda iniciaría una gira por varias ciudades de Colombia.
En el año 1993 la banda publica un nuevo demo: "Involución" después del cual comienza un proceso de desintegración que les llevaría a desaparecer de la escena metal nacional. La banda se desintegra por inestabilidad de integrantes en noviembre de 1995 luego de una presentación al lado de Eternal, Lipthopia y Averno.
Después de 4 años de fallidos intentos por reintegrarse, Athanator reaparece con una propuesta sólida, esta vez conformada por: Javier Urán, Federico Agudelo, Jaime Ocampo y Enrique Ramírez, presentándose en noviembre de 1999 junto a Murder, Cromlech y Eternal. En enero de 2000, Juan Fernando Escobar ingresa nuevamente a Athanator, completando la formación con la que se grabaría su primer CD “Raise the Death”, además de continuar realizando presentaciones junto a importantes bandas como Destruction de Alemania..
En el 2003 un nuevo Athanator se conforma al retirarse Javier Urán y Juan Escobar debido a diferencias musicales; ingresan Jorge Mejía, baterista de Réquiem y Eder Zapata, guitarrista de Estigma, con quienes se grabó el segundo CD llamado “Earth of Blood”, bajo la producción de José Uribe (exEkhymosis) y la producción ejecutiva de Ateneo Producciones para Colombia, Metal Blast Records en Alemania y Dirty Records en Estados Unidos y Europa.
A finales del 2004, del “Earth” se extrae “Walk Down the Dark” para crear un vídeo promocional, que da como resultado nominación en el “London Video Music Awards” y en los Premios Mucha Música de CityTV de Bogotá. Trabajo que le permite a la banda realizar una inagotable gira de conciertos por el país, dando así a conocer un sonido metalero propio y con base en la vieja escuela del “thrash” de los 80´s que marcaron sus influencias. Por dificultades de tiempo para cumplir los nuevos compromisos del grupo, Jorge Mejía de la banda, tomando su lugar Juan Carlos Sánchez, baterista de Nepentes. 
A finales del 2006, terminan de grabar 11 nuevas canciones para su tercer CD: The Perfect Enemy, el cual le permite a la banda mostrarse más en forma internacional, ya que vino soportado con un DVD documental y una nueva página en internet. El tour para The Perfect Enemy fue lo más sobresaliente, ya que les abrió puertas en importantes Festivales Internacionales como las ediciones de Altavoz y el soporte para su presentación en Colombia de la banda de San Francisco: Sadus, y Krisium de Brasil, una inagotable serie de eventos de lleno total en Bucaramanga, Cúcuta, Riosucio, Cali y Bogotá.
Luego de la salida de Juan Carlos Sánchez, ingresa al grupo Julian Mejía baterista de Antártica. Para finales de 2007, la banda realiza la donación de su tema "Thoughts in the Battlefield" extraído de su último álbum para el CD Compilatorio "Metal vs Rock" el cual se distribuirá a las tropas de los EE. UU. que sen encuentran asentados fuera de su país en el año 2008.
Para septiembre del 2009 publican el álbum "ARCHITECT OF DISASTER", el cual incluye un DVD con un documental de la producción, grabación, videoclips y videos de sus actuaciones. Este es el más rápido, más pesado álbum de Athanator, con un nuevo batería, Julián Mejía. Para ese mismo año se presentarián en el Festival Manizales Grita Rock
Para el año 2011 Athanathor se prepara para participar por primera vez en el festival Rock al Parque justo en el intermedio entre dos bandas de talla mundial como son DESTRUCTION y OVERKILL.
Para el año 2012 realizaron una gira exitosa por Brasil que duró alrededor de un mes.
Para el 2017 que su nuevo álbum tendrá por nombre "MEMENTO MORI", décima producción de ATHANATOR, que por fin, saldrá al mercado underground en 2017 mediante el sello HateWorks después de varios años de estarse incubando.

## Integrantes

### Jaime Ocampo
Empezó como único guitarrista de la banda y ha estado en Athanator desde su formación. 
Sus estudios musicales se han hecho a nivel empírico. Ha participado en otros proyectos musicales como Tenebrarum en su época de Thrash Death metal y grabó un disco de Hardcore con Marimonda, mientras estuvo disuelto Athanator por 4 años.
Encaró la vocalización en la segunda etapa del grupo desde su reinauguración en 1999.
Guitarras: Ibanez Serie X, Carvin DC 127, B.C. Rich Platinum Series
Efectos: Distorsión Marshall Shred Master, Procesador ART SGX2000, Wah-Wah Morley Pro-series II 
Amplificador: Jackson 100 watts Tube Amp, Cabina Marshall 8412.

### Enrique Ramírez
Se inició en la música estudiando guitarra clásica al lado del profesor Helbert Escobar, pero luego decidió que tocar bajo sería más divertido.
Su primera banda fue Agnosis, banda liderada por el exguitarrista de Ekhimosis José Uribe, con la cual grabó un demo y un espectacular sencillo.
Se unió a las filas de Athanator luego de que Agnosis se desintegrará y ha estado en la banda desde entonces.
Tuvo un proyecto paralelo de Rock experimental que se llamó “Manta Ralla” y posteriormente “Al borde”.
Bajos: Ibanez Serie SB 5 cuerdas, YAMAHA RBZ 650. 
Efectos: Distorsión Marshall Blues Breaker.
Amplificador: Hartkie 2000, Cabinas Transier attack y Transporter series.

### Eder Zapata
Hijo: Camilo Zapata Castrillón
Comenzó a tocar a los 16 años en una banda de punk llamada Agresión Social, proyecto que duró 2 años. Luego la banda cambió de nombre a "Siete" y comenzó a experimentar nuevas estructuras musicales durante 1 año y medio más.
En 1996 decide formar su propia banda entonces nace Estigma, una fusión musical de varias tendencias con base en el Hard Rock. Actualmente la banda ha suspendido actividades indefinidamente.
A finales del año 2002 es invitado a tocar en Athanator como guitarrista líder.
La mayor parte de su carrera como músico ha sido de manera empírica, estudió un año con Jaime Chávez (Reconocido guitarrista y arreglista de jazz de Medellín). 
A finales de 2012 ingreso como guitarrista en la banda de rock alternativo Maria's Hair Design en el cual perduró hasta comienzos del 2015 (en este periodo de tiempo se retiró de Athanator) grabado un álbum de estudio y suspendiendo sus actividades musicales indefinidamente.
Guitarras: Ibanez Serie S, BC RICH Warlock Serie Bronze. 
Efectos: Digitech GSP 1101 , Dunlop Cry Baby.
Amplificador: Yamaha G-100 Head, Cabina Yamaha 4x12.

### Julian Mejia
Empezó como baterista de una banda de covers de heavy metal llamada Thunder, que posteriormente se convirtió en Fuga, con la cual graba un demo llamado Guerrero de Dios.
Luego, ingresó a Antártica como reemplazo de nuestro exbaterista Javier Urán.Ha estudiado a nivel particular con Carlos García, y en Bellas Artes estudios musicales.En EAFIT hizo estudios de percusión clásica.
Encaró las baterías en Athanator en el 2007
Baterías: Mapex & Sonor
Platillos: Zildjian & Sabian
Doble Pedal: Iron Cobra & Gibraltar.

## Discografía

### Álbumes
- Raise the Death (2000)
- Raise the Slaughter (2002)
- Earth of Blood (2004)
- The Perfect Enemy(2006)
- Architect of Disaster (2009)

### EP
- Engendros de muerte (1992)

### Demos
- Gritos del Ennom (1990)
- Involución (1993)